# Olsztyn villamosvonal-hálózata
Olsztyn villamosvonal-hálózata (lengyel nyelven: Tramwaje w Olsztynie) Lengyelország Olsztyn városában található. Összesen 3 vonalból áll, a hálózat teljes hossza 11 km. Jelenlegi üzemeltetője a Zarząd Dróg, Zieleni i Transportu.
A vágányok normál nyomtávolságúak, az áramellátás felsővezetékről történik, a feszültség 600 V egyenáram. 
A forgalom 1907. december 15.-én indult.